# Tiengerijärvi
Tiengerijärvi är en sjö i Finland. Den ligger i kommunen Enontekis i landskapet Lappland, i den norra delen av landet, 900 km norr om huvudstaden Helsingfors. Tiengerijärvi ligger 369,3 meter över havet. Omgivningarna runt Tiengerijärvi är i huvudsak ett öppet busklandskap. Arean är 45,3 hektar och strandlinjen är 5,18 kilometer lång. Sjön  ingår i Kemi älvs huvudavrinningsområde. 